# Bob Saget
Robert Lane Saget (Filadelfia, Pensilvania, 17 de mayo de 1956-Orlando, Florida, 9 de enero de 2022), más conocido como Bob Saget, fue un actor, comediante y presentador estadounidense. Es conocido por su papel de Danny Tanner en las series Full House y Fuller House. También es conocido por presentar el programa de vídeos caseros America's Funniest Home Videos y por ser la voz de Ted Mosby del año 2030 en la serie How I Met Your Mother.

## Vida privada
Nació el 17 de mayo de 1956 en Filadelfia, hijo de Benjamin (1917-2007), un encargado de supermercado y Rosalyn (1925-2014), una administrativa de hospitales. Tenía una hermana, Gay Saget, quien murió en 1994 de esclerodermia. 
Su infancia y adolescencia está marcada por la cantidad de traslados que tuvo que hacer con su familia. Estuvo viviendo en Norfolk (Virginia), Encino (California) y de vuelta a Filadelfia, en donde se graduó en el Abington Senior High School. Al estar continuamente mudándose, le era complicado hacer amigos cada vez que llegaba a un sitio nuevo, por ello se apoyaba en su lado cómico para que fuera más fácil entablar amistad. 
Estuvo casado durante quince años con Sherry Kramer, de la que separó en 1997 y con la que tiene tres hijos: Aubrey, Lar y Jennifer.
En 2018 Bob contrajo nupcias por segunda ocasión con la periodista y presentadora Kelly Rizzo. La relación comenzó en 2015 tras conocerse vía Instagram y desde allí formaron una relación sentimental que en 2017 daría su siguiente paso con la pedida de mano. La boda se realizó en 2018 en un evento realizado en Santa Mónica, California.

## Carrera

### Sus comienzos
Aunque en un principio, sus profesores de lengua, en especial Elaine Zimmerman, le aconsejaron que se dedicara a la interpretación, al darse cuenta de su personalidad creativa y de la facilidad para llegar a la gente. Tras graduarse en el instituto, se matriculó en la escuela de cine de la Temple University. Allí rodó Through Adam's Eyes, su primera película en blanco y negro, la cual recibió el premio Student Academy Awards. Después recaló en la Universidad del Sur de California, la cual dejó a los pocos días.
Quería dirigir sobre toda las cosas; pero pensó que, antes que dirigir, tenía que saber qué se siente siendo actor para así poder dirigir después mejor. Fue entonces cuando comenzó a actuar en un club de comedia de Los Ángeles. Estas apariciones semanales, se convirtieron más tarde en giras nacionales. Tanto le gustó, que cada vez tenía más claro que tal vez no estaba tan mal eso de estar delante de la cámara.
En 1987 recibió la llamada de la CBS para participar en el espectáculo matutino The Morning Program, el último intento del canal de dar un nuevo aire a las mañanas estadounidenses. En el programa se combinaban noticias, debates y una sección cómica a cargo de un joven Saget. El programa se canceló a las pocas semanas, lo que dejó a Bob en el paro y hundido.

### Full HouseyAmerica's Funniest Home Videos
Poco después de la cancelación del programa matutino de la CBS, Bob Saget recibió la llamada de nuevo de la cadena, para formar parte del reparto de Full House, interpretando el papel de Danny Tanner, un padre viudo que recurre a su cuñado, Jesse (John Stamos), y a su mejor amigo, Joey (Dave Coulier), para criar a sus tres hijas pequeñas: DJ (Candace Cameron Bure), Stephanie (Jodie Sweetin) y Michelle (Mary-Kate y Ashley Olsen).
La serie no tuvo un buen comienzo, relegada a las noches de los viernes, un horario complicado al rivalizar con el espectáculo de Dolly Parton que batía récords de audiencia semana tras semana. Sin embargo, la serie se fue haciendo un lugar poco a poco hasta que en su segunda temporada y con la reciente cancelación del programa de la competencia, empezó a marcar buenos índices de audiencia, hasta convertirse en la líder indiscutible de los viernes, congregando a millones de espectadores frente al televisor.
En 1990, y en pleno apogeo de la serie, comenzó a presentar el programa de videos caseros America's Funniest Home Videos, que fue todo un éxito durante años. Durante mucho tiempo, combinaba ambos programas, en maratónicas jornadas semanales de setenta horas.
En 1995, todos los protagonistas de Full House deciden que la serie tiene que acabar, al querer emprender nuevos retos profesionales. La serie que estuvo al aire durante ocho temporadas marcó la carrera de todos los protagonistas y siempre estará en el recuerdo de todo el mundo. Para Bob Saget fue toda una liberación, al querer embarcarse en nuevos papeles y desmarcarse de la imagen del padre y yerno perfecto. Dos años después, también dejó America's Funniest Home Videos, al acabar su contrato con la cadena. Su último episodio tuvo un momento maravilloso al aparecer rodeado de todo el elenco de Full House, su familia de los últimos años.

### Después del éxito
Después de hacerse un hueco en todos los hogares norteamericanos y de parte del extranjero por su papel de entrañable padrazo, el vecino perfecto o el yerno ideal, intentó desmarcarse de esa imagen, haciendo papeles a los que no tenía nadie acostumbrado. En 1998 hizo una pequeña aparición en la película Half Baked, donde interpretó a un adicto a la cocaína. Este papel hizo que su imagen idilíca cambiara a los ojos de muchas personas, pero creó otra fiel legión de seguidores del nuevo Bob.
Consiguió lo máximo como actor al protagonizar durante cuatro meses el musical de Broadway, The Drowsy Chaperone. En la obra daba vida al Man in Chair, mientras que el actor principal, Jonathan Crombie, se iba de gira nacional. El éxito de crítica y público fue abrumador. En 2005 Bob apareció en New York Minute, protagonizado por las gemelas Olsen.
Fue el presentador del programa de concursos 1 vs.100, emitido por la NBC. Entre 2005 y 2014, la voz de Saget estuvo en la serie de CBS How I Met Your Mother, haciendo el papel de Ted Mosby del año 2030, que relata a sus hijos cómo conoció a su madre. También hizo un cameo en la serie de la HBO Entourage. Además, tiene un DVD de comedia, That Ain't Right, lanzado en 2007 por la HBO. Este DVD está dedicado a su padre, que falleció por un problema de corazón. En 2007 protagonizó la sitcom Surviving Suburbia, emitida por la ABC, pero que solo duró una temporada debido a la baja audiencia.
Entre 2016 y 2020, revivió su papel de Danny Tanner en la serie derivada Fuller House, serie de Netflix centrada en el personaje de D. J. Tanner-Fuller.

## Director
En 1996 dirigió la película para televisión For Hope, inspirada en la historia real de su hermana Gay Saget, que falleció tres años antes de esclerodermia. Además, creó y presidió una fundación en su honor y que se encarga de recaudar fondos para investigar posibles curas para esta enfermedad.
En 2007 escribió y dirigió la película-documental Farce of the Penguins, una parodia del documental de 2005 March of the Penguins, poniéndole voces a los pingüinos.

## Muerte
El 9 de enero de 2022, Saget se hospedaba en el Ritz-Carlton Orlando, Grande Lakes al sur de Orlando, Florida y al este de Walt Disney World. Estaba en medio de una gira de stand-up y había actuado en Ponte Vedra Beach la noche anterior. El personal del hotel encontró a Saget inconsciente en su habitación sobre las 4 p. m.. No había salido a la hora prevista en la que debía abandonar el hotel y sus familiares se habían preocupado tras no tener noticias suyas. Los servicios de emergencia confirmaron su muerte al momento. Tenía 65 años. No se anunció al momento la causa de la muerte, pero la policía y el médico forense descartaron un posible asesinato o el uso de drogas. La noticia de la muerte de Saget surgió durante una transmisión de America's Funniest Home Videos, y la cadena ABC interrumpió el programa para anunciarlo.
Se practicó la autopsia cuyos resultados se publicaron el 9 de febrero de 2022 y reveló que había sufrido un traumatismo encefalocraneal por un golpe en la nuca, posiblemente a raíz de una caída, pero que él no le dio mayor importancia por lo que se fue a dormir. De ahí que falleciera durmiendo. Se descubrió que Saget tenía el corazón agrandado, con un 95 % bloqueado de un lado, una «congestión intravascular sin inflamación aguda o crónica presente», y si bien no se encontraron alcohol o drogas en su organismo, sí se encontró Clonazepam, que se toma para convulsiones, trastornos de pánico y ansiedad.
Varios de los coprotagonistas de Saget en Full House emitieron declaraciones en homenaje a él. John Stamos dijo: «Estoy destrozado. Estoy destruido. Estoy en completo y total shock. Nunca tendré otro amigo como él. Te quiero mucho, Bobby». Candace Cameron Bure lo llamó «uno de los mejores seres humanos». Dave Coulier dijo que su corazón estaba roto y se refirió a Saget como su «hermano para siempre». Andrea Barber también mostró su pesar. Mary-Kate y Ashley Olsen dijeron que «Bob era el hombre más cariñoso, compasivo y generoso», y que estaban profundamente entristecidas por su muerte. Jodie Sweetin dijo: «No hay suficientes palabras para expresar lo que estoy sintiendo hoy. Tampoco son lo suficientemente grandes como para capturar ni siquiera una parte de quién era él». Lori Loughlin, por su parte, dijo: «Las palabras no pueden comenzar a expresar lo devastada que estoy. Bob era más que mi amigo, era mi familia. Echaré de menos su buen corazón y su ingenio rápido. Gracias por toda una vida de recuerdos maravillosos y risas. Te amo Bobby».

## Filmografía

### Cine
| Año               | Título                                  | Personaje              | Observaciones                                                                                              |
| ----------------- | --------------------------------------- | ---------------------- | --- |
| 1977              | Through Adam's Eyes                     |                        | Corto documental, guionista/director Premio Óscar Estudiantil – Mérito Documental (Universidad del Temple) |
| 1979              | Outer Touch                             | Wurlitzer              | Sin acreditar. Voz en la versión de EE. UU.                                                                |
| 1980              | Devices                                 | Paciente de terapia    | |
| 1981              | Full Moon High                          | Presentador de deporte | [ 22 ] [ 24 ]                                                                                              |
| 1987              | Critical Condition                      | Dr. Joffe              | [ 25 ] |
| 1993              | For Goodness Sake                       | Cirujano               | |
| 1997              | Meet Wally Sparks                       | Reportero #4           | [ 22 ] [ 24 ]                                                                                              |
| 1998              | Medio flipado                           | Adicto a la cocaína    | No acreditado                                                                                              |
| 1998              | Dirty Work                              |                        | Director                                                                                                   |
| 2003              | Dumb and Dumberer: When Harry Met Lloyd | Walter Matthews        | [ 22 ] [ 24 ]                                                                                              |
| 2004              | Muévete, esto es Nueva York             | Él mismo               | Cameo (sin diálogo)                                                                                        |
| 2005              | The Aristocrats                         | Él mismo               | Documental                                                                                                 |
| 2005              | Madagascar                              | Animal de zoo (voz)    | [ 23 ] |
| 2007              | Farce of the Penguins                   | Carl (voz)             | Directamente para vídeo; también guionista, director y productor                                           |
| 2015              | I Am Chris Farley                       | Él mismo               | Documental                                                                                                 |
| 2016              | A Stand Up Guy                          | Mel                    | [ 24 ] |
| 2018              | Benjamin                                | Ed                     | También director y productor ejecutivo                                                                     |
| Por ser anunciado | Killing Daniel                          |                        | Posproducción; estreno póstumo                                                                             |

### Televisión
| Año       | Título                                             | Personaje                                  | Observaciones                                                                                        |
| --------- | -------------------------------------------------- | ------------------------------------------ | --- |
| 1981      | Amigos del alma                                    | Bob el cómico                              | Episodio: «The Show Must Go On»                                                                      |
| 1983      | The Greatest American Hero                         | Rook                                       | Episodio: «Desesperado»                                                                              |
| 1985      | New Love, American Style                           | Varios                                     | 4 episodios                                                                                          |
| 1986      | It's a Living                                      | Dr. Bartlett                               | Episodio: «The Doctor Danny Show»                                                                    |
| 1987-1995 | Full House                                         | Danny Tanner                               | 192 episodios                                                                                        |
| 1989-1997 | America's Funniest Home Videos                     | Él mismo/presentador                       | 191 episodios, presentó como invitado 1 episodio en 2009                                             |
| 1989      | Mickey Mouse Club                                  | Danny Tanner                               | Episodio: «Guest Day»[cita requerida]                                                                |
| 1992      | Quantum Leap                                       | Macklyn Mack MacKay                        | Episodio: «Stand Up – April 30, 1959»                                                                |
| 1992      | Vamos hacia la casa de la abuela                   | Win-O-Lotto (presentador de lotería)       | Película; no acreditado                                                                              |
| 1994      | Father and Scout                                   | Spencer Paley                              | Película; también productor ejecutivo                                                                |
| 1995      | Saturday Night Live                                | Él mismo (presentador)                     | Episodio: «Bob Saget/TLC»                                                                            |
| 1996      | For Hope                                           |                                            | Película; director y productor ejecutivo                                                             |
| 1999      | Sorority                                           | Dean Tinker                                | Película; desacreditado[cita requerida]                                                              |
| 2000      | Becoming Dick                                      | Bob                                        | Película (desacreditado); también director                                                           |
| 2000      | The Norm Show                                      | Mr. Atkitson                               | Episodio: «Norm vs. Schoolin'»; también director                                                     |
| 2001-2002 | Raising Dad                                        | Matt Stewart                               | 22 episodios                                                                                         |
| 2002      | The Jamie Kennedy Experiment                       | Él mismo                                   | Episodio #1.6                                                                                        |
| 2004      | Joey                                               | Él mismo                                   | Episodio: «Joey and the Road Trip»                                                                   |
| 2004      | Huff                                               | Butch                                      | Episodio: «Flashpants»                                                                               |
| 2005      | Listen Up                                          | Mitch                                      | Episodio: «Coach Potato»                                                                             |
| 2005-2010 | Entourage                                          | Él mismo                                   | 4 episodios                                                                                          |
| 2005-2014 | How I Met Your Mother                              | Ted Mosby (en 2030)                        | 208 episodios; narración en voz en off                                                               |
| 2006-2008 | 1 vs. 100                                          | Él mismo/presentador                       | Game show (28 episodios)                                                                             |
| 2006      | La escuela del terror de Casper                    | Dash (voz)                                 | Película; voz                                                                                        |
| 2006      | Law & Order: Special Victims Unit                  | Glenn Cheales                              | Episodio: «Coreografiado»                                                                            |
| 2007      | That Ain't Right                                   | Él mismo                                   | Especial                                                                                             |
| 2008      | Las desventuras de Tim                             | Party Marty                                | Episodio: «Mugger/Cin City»; voz                                                                     |
| 2008      | The Comedy Central Roast of Bob Saget              | Él mismo                                   | Especial                                                                                             |
| 2009      | Surviving Suburbia                                 | Steve Patterson                            | 13 episodios                                                                                         |
| 2010      | Strange Days with Bob Saget                        | Él mismo/presentador                       | 6 episodios                                                                                          |
| 2011      | Law & Order: LA                                    | Adam Brennan                               | Episodio: «Van Nuys»                                                                                 |
| 2011      | Louie                                              | Él mismo                                   | Episodio: «Oh Louie/Tickets»                                                                         |
| 2013      | That's What I'm Talking About                      | Él mismo                                   | - Especial; también guionista y productor - Nominado – Anexo:Premio Grammy al mejor álbum de comedia |
| 2014      | Super Fun Night                                    | Mr. Porter Warner                          | Episodio: «Cookie Prom»                                                                              |
| 2014      | Legit                                              | Él mismo                                   | Episodio: «Licked»                                                                                   |
| 2015-2016 | Grandfathered                                      | Ronnie                                     | 2 episodios                                                                                          |
| 2016      | Robot Chicken                                      | Mike O'Malley, Galactus, Cable Guy (voces) | Episodio: «The Unnamed One»                                                                          |
| 2016-2020 | Fuller House                                       | Danny Tanner                               | Papel recurrente; 10 episodios                                                                       |
| 2017      | Michael Bolton's Big, Sexy Valentine's Day Special | Él mismo                                   | Variety special                                                                                      |
| 2017      | Nightcap                                           | Él mismo                                   | Episodio: «Bringing Up Baby»                                                                         |
| 2018      | The Good Cop                                       | Richie Knight                              | Episodio: «Did the TV Star Do It?»                                                                   |
| 2018      | Shameless                                          | Father D'Amico                             | Episodio: «Face It, You're Gorgeous»                                                                 |
| 2019      | Videos After Dark                                  | Él mismo/presentador                       | 2 episodios                                                                                          |
| 2019      | Historical Roasts                                  | Abraham Lincoln                            | Episodio: «Abraham Lincoln»                                                                          |
| 2019      | Nashville Squares                                  | Él mismo/presentador                       | 10 episodios                                                                                         |
| 2019-2021 | To Tell the Truth                                  | Él mismo                                   | 3 episodios                                                                                          |
| 2020      | The Masked Singer                                  | Squiggly Monster                           | Eliminado después de la segunda aparición                                                            |
| 2021      | Nickelodeon sin filtro                             | Él mismo                                   | Episodio: «Dreaming of an Awful Waffle!»                                                             |